# Tassilo Fürstenberg
Tassilo Egon Maria Karl Georg Leo Fürst zu Fürstenberg (Bruxelles, 20 giugno 1903 – Strobl, 15 luglio 1989) è stato un principe e giornalista tedesco.

## Biografia
Tassilo Fürstenberg era figlio di Karl Emil Fürstenberg (1867-1945), secondo nato della casata dei principi Fürstenberg, originari della Foresta Nera (regione meridionale della Germania) e della principessa Marie Festetics von Tolna (1881-1953), figlia di una delle famiglie più illustri e ricche d'Ungheria e sorellastra per parte di madre di Luigi II, principe di Monaco.
Nacque a Bruxelles nel 1903 e crebbe nelle varie deputazioni del padre, diplomatico alle dipendenze dell'Impero austro-ungarico ed ambasciatore d'Austria presso i regnanti di Spagna, nel corso della prima guerra mondiale.
Alla fine della guerra, si trasferì presso il nonno materno, nel castello di Keszthely, sul lago Balaton. Per la sua formazione, questo periodo ebbe grande importanza: imparò l'ungherese, adattandosi ad un mondo quasi medioevale. In seguito alla rivoluzione di Béla Kun il 21 marzo 1919 ed al governo dei Soviet, rientra in Austria dal padre che si era ritirato nella residenza di Strobl, nel Salzkammergut, dove completò i suoi studi.
Successivamente emigrò in America lavorando come impiegato in un giornale sino al 1929, quando la borsa valori di Wall Street crollò e Tassilo fu costretto a tornare in Austria, dove creò un'agenzia di caccia procurando le migliori battute di caccia del vecchio Impero Asburgico. Il nuovo lavoro lo rese autonomo e benestante, risollevando le finanze del ramo austriaco della famiglia Fürstenberg.
Nel 1937 conobbe Clara Agnelli, primogenita di Edoardo Agnelli, ereditiere della famosa famiglia di industriali italiani, gli Agnelli, che sposò a Torino il 19 novembre 1938.
Dal loro matrimonio nascono tre figli:
- Ira von Fürstenberg, attrice
- Egon von Fürstenberg, stilista
- Sebastien Fürstenberg, banchiere (fondatore e presidente della Banca Ifis).

Dopo la separazione da Clara si risposa il 17 ottobre 1975 con Cecil Amelia Blaffer.
Tassilo Fürstenberg muore il 15 luglio 1989 a Strobl nel Salzkammergut in Austria, dove viene sepolto nella cappella di famiglia.

## Ascendenza
|                                    |                           |                                       | Genitori                                   |  |  | Nonni |  |  | Bisnonni                     |  |  | Trisnonni                 |  |
|                                    |                           |                                       |                                            |  |  |       |  |  | Carlo Egon II di Fürstenberg |  |  | Karl Aloys zu Fürstenberg |  |
|                                    |                           |                                       |                                            |  |  |       |  |  | Carlo Egon II di Fürstenberg |  |  | Karl Aloys zu Fürstenberg |  |
|                                    |                           | Maria Elisabetta di Thurn und Taxis   |                                            |  |  |       |  |  | Carlo Egon II di Fürstenberg |  |  |                           |  |
| Massimiliano Egon I di Fürstenberg |                           |                                       |                                            |  |  |       |  |  | Carlo Egon II di Fürstenberg |  |  |                           |  |
|                                    |                           | Amalia di Baden                       | Carlo Federico di Baden                    |  |  |       |  |  |                              |  |  |                           |  |
|                                    |                           | Amalia di Baden                       | Carlo Federico di Baden                    |  |  |       |  |  |                              |  |  |                           |  |
|                                    |                           | Amalia di Baden                       | Luisa Carolina Geyer di Geyersberg         |  |  |       |  |  |                              |  |  |                           |  |
| Karl Emil von Fürstenberg          |                           | Amalia di Baden                       |                                            |  |  |       |  |  |                              |  |  |                           |  |
|                                    |                           | Richard Maria von Khevenhüller-Metsch | Franz Maria von Khevenhüller-Metsch        |  |  |       |  |  |                              |  |  |                           |  |
|                                    |                           | Richard Maria von Khevenhüller-Metsch | Franz Maria von Khevenhüller-Metsch        |  |  |       |  |  |                              |  |  |                           |  |
|                                    |                           | Richard Maria von Khevenhüller-Metsch | Christine Zichy von Zich                   |  |  |       |  |  |                              |  |  |                           |  |
| Leontine von Khevenhüller-Metsch   |                           | Richard Maria von Khevenhüller-Metsch |                                            |  |  |       |  |  |                              |  |  |                           |  |
|                                    |                           | Antonia Lichnowsky                    | Eduard Lichnowsky                          |  |  |       |  |  |                              |  |  |                           |  |
|                                    |                           | Antonia Lichnowsky                    | Eduard Lichnowsky                          |  |  |       |  |  |                              |  |  |                           |  |
|                                    |                           | Antonia Lichnowsky                    | Eleonora Zichy von Zich                    |  |  |       |  |  |                              |  |  |                           |  |
| Tassilo von Fürstenberg            |                           | Antonia Lichnowsky                    |                                            |  |  |       |  |  |                              |  |  |                           |  |
|                                    | Antal Festetics von Tolna | Lajos Festetics de Tolna              |                                            |  |  |       |  |  |                              |  |  |                           |  |
|                                    | Antal Festetics von Tolna | Lajos Festetics de Tolna              |                                            |  |  |       |  |  |                              |  |  |                           |  |
|                                    | Antal Festetics von Tolna | Krisztina Anna Farkas de Nagy-Jóka    |                                            |  |  |       |  |  |                              |  |  |                           |  |
| Denis Festetics von Tolna          | Antal Festetics von Tolna |                                       |                                            |  |  |       |  |  |                              |  |  |                           |  |
|                                    |                           | Amalia Borbala Splényi de Mihaldi     | Gabriel Anton Splényi de Miháld            |  |  |       |  |  |                              |  |  |                           |  |
|                                    |                           | Amalia Borbala Splényi de Mihaldi     | Gabriel Anton Splényi de Miháld            |  |  |       |  |  |                              |  |  |                           |  |
|                                    |                           | Amalia Borbala Splényi de Mihaldi     | Julianna von Ghillányi                     |  |  |       |  |  |                              |  |  |                           |  |
| Marie Festetics von Tolna          |                           | Amalia Borbala Splényi de Mihaldi     |                                            |  |  |       |  |  |                              |  |  |                           |  |
|                                    |                           | Karl Zichy de Zich et Vásonkeö        | Károly József Zichy de Zich et Vásonykeö   |  |  |       |  |  |                              |  |  |                           |  |
|                                    |                           | Karl Zichy de Zich et Vásonkeö        | Károly József Zichy de Zich et Vásonykeö   |  |  |       |  |  |                              |  |  |                           |  |
|                                    |                           | Karl Zichy de Zich et Vásonkeö        | Anna Antonia Maria von Khevenhüller-Metsch |  |  |       |  |  |                              |  |  |                           |  |
| Caroline Zichy de Zich et Vásonkeö |                           | Karl Zichy de Zich et Vásonkeö        |                                            |  |  |       |  |  |                              |  |  |                           |  |
|                                    |                           | Crescentia von Seilern und Aspange    | Karl von Seilern und Aspange               |  |  |       |  |  |                              |  |  |                           |  |
|                                    |                           | Crescentia von Seilern und Aspange    | Karl von Seilern und Aspange               |  |  |       |  |  |                              |  |  |                           |  |
|                                    |                           | Crescentia von Seilern und Aspange    | Maximiliana von Wurmbrand-Stuppach         |  |  |       |  |  |                              |  |  |                           |  |
|                                    |                           | Crescentia von Seilern und Aspange    |                                            |  |  |       |  |  |                              |  |  |                           |  |